# Rogašovci
Rogašovci là một khu tự quản (tiếng Slovenia: občine, số ít – občina) trong vùng Pomurska của Slovenia. Rogašovci có diện tích 40.1 km2, dân số là theo điều tra ngày 31 tháng 3 năm 2002 là 3399 người. Thủ phủ khu tự quản Rogašovci đóng tại Rogašovci.